# Stefan Tolz
Stefan Tolz (* 1966) ist ein deutscher Filmregisseur und Produzent.

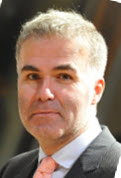
Stefan Tolz

## Leben
Stefan Tolz studierte an der Hochschule für Fernsehen und Film München, mit Gastaufenthalten an der New York University, der Pekinger Filmakademie und der Kino-Fakultät des Staatlichen Georgischen Theaterinstituts in Tiflis in Georgien. Neben dem Schwerpunkt auf Dokumentarfilm besuchte er auch Kurse zu Drehbuch und Schauspielführung.  
Seine Filme, in der Regel Dokumentarfilme, befassen sich mit zahlreichen Themen, oft mit einem besonderen Schwerpunkt im Kaukasus. Er ist Mitglied der Deutschen Filmakademie und der Europäischen Filmakademie. Im Jahr 2015 gründete er den ADAMI Medienpreis für Kulturelle Vielfalt, der unter anderem vom Auswärtigen Amt gefördert wird. Seither leitet er als Programmdirektor den von ihm ins Leben gerufenen ADAMI Medienpreis für Kulturelle Vielfalt in Osteuropa, der sich mit der Förderung von Filmemachern, Journalisten und Online-Medienschaffenden in den Ländern der Östlichen Partnerschaft der EU widmet. 
Seit 2008 pendelt Stefan Tolz zwischen Deutschland und Georgien, dessen Staatsangehörigkeit ihm 2017 in Anerkennung seiner Verdienste für die kulturelle Verständigung beider Länder verliehen wurde.

## Auszeichnungen
Die Arbeiten von Stefan Tolz als Regisseur oder Produzent wurden wiederholt ausgezeichnet, unter anderem mit dem Adolf-Grimme-Preis, dem Golden Gate Award (San Francisco Film Festival), der Goldenen Taube DOK Leipzig, und dem Grand Prix des IDFF in Taiwan. Den Deutschen Filmpreis Lola hat Tolz für die Produktion von Cahier Africain, einem Film der Schweizer Filmemacherin Heidi Specogna, erhalten. Im Jahr 2021 erhielt er den VFF Dokumentarfilm-Produktionspreis für 1001 Nights Apart beim DOK.fest München.

## Filmografie (Auswahl)

### Regie
- 1992: Kaukasisches Gastmahl
- 1994: Mein lieber Schwan: Porträt einer fränkischen Millionärsfamilie
- 1997: Die Färöer
- 2000: Durch den wilden Kaukasus (mit Fritz Pleitgen)
- 2001: Am Rande der Zeit
- 2003: Shomal: Baden im Iran
- 2004: Weißer Kaukasus – Im Land der Türme
- 2004: Shibam: Das Chicago der Wüste im Jemen
- 2007: Traders’ Dreams – eine Reise in die eBay Welt (mit Marcus Vetter)
- 2013: Vollgas gen Westen: Georgien sucht seine Zukunft (Regie, Produktion)

### Produzent
- 2004: Touch the Sound – a Sound Journey with Evelyn Glennie (Regie: Thomas Riedelsheimer)
- 2005: Abenteuer Glück (Regie: Annette Dittert)
- 2009: Seelenvögel (Regie: Thomas Riedelsheimer)
- 2012: Breathing Earth: Susumu Shingu´s Dream (Regie: Thomas Riedelsheimer)
- 2016: Cahier Africain (Regie: Heidi Specogna)
- 2016: Die Farbe der Sehnsucht (Regie: Thomas Riedelsheimer)
- 2017: Leaning into the Wind – Andy Goldsworthy (Regie: Thomas Riedelsheimer)
- 2021: 1001 Nights Apart (Regie: Sarvnaz Alambeigi)
- 2022: Georgiens Hafen der Hoffnung
- 2024: Tracing Light – Die Magie des Lichts